# Csien Hszüe-szen
Qian Xuesen (magyaros átírással: Csien Hszüe-szen, angolos átírással: Tsien Hsue-shen) (1911. december 11., Hangcsou (Hangzhou), Kína - 2009. október 31., Peking) rakétamérnök, „a kínai rakétaprogram atyja”.
1911-ben született Hangcsuban egy állami tisztviselő fiaként. A Sanghaji Csiaotung (Jiaotong) Egyetemre járt.

## Élete az Egyesült Államokban

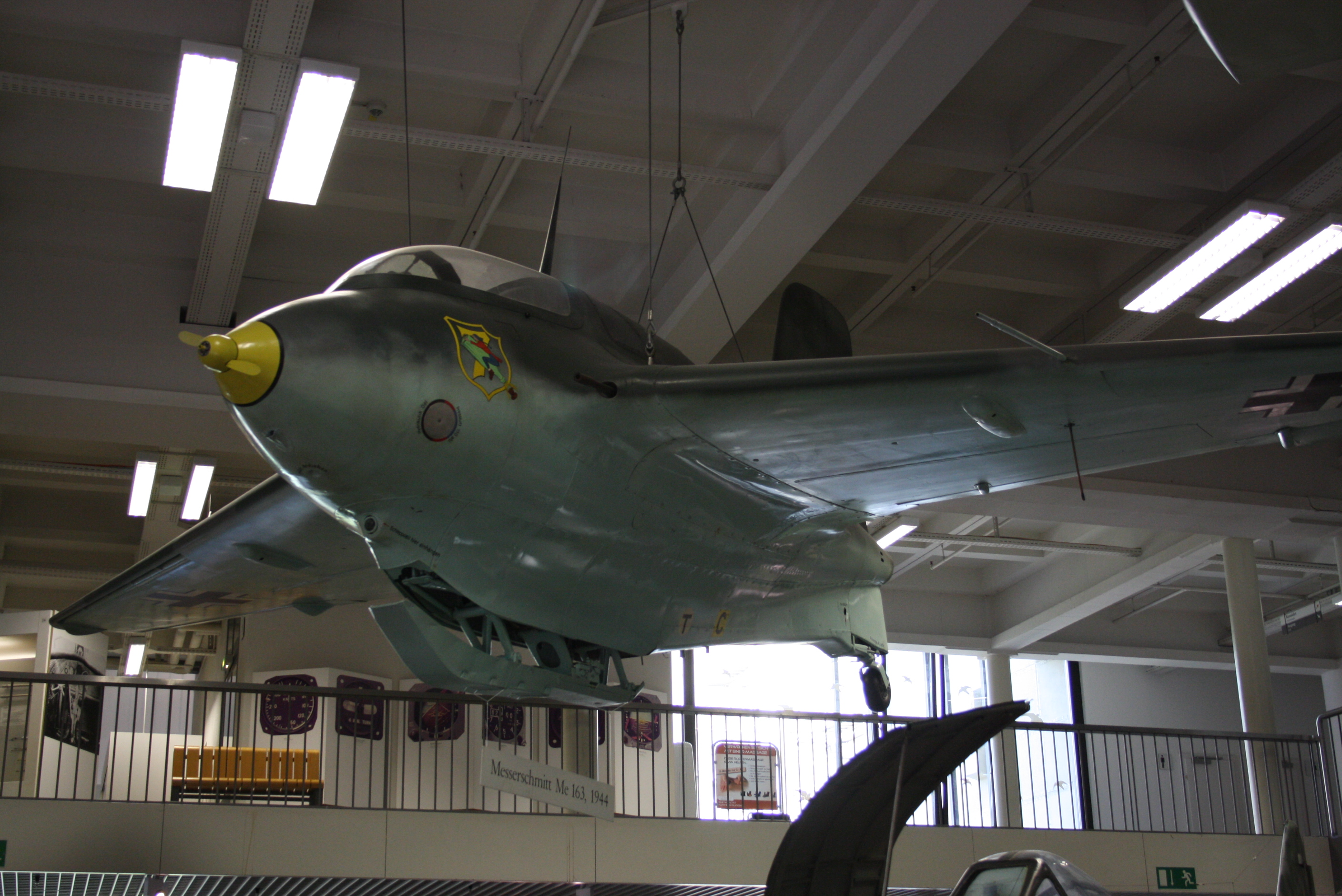
Messerschmitt Me-163 a Deutsches Museum-ban

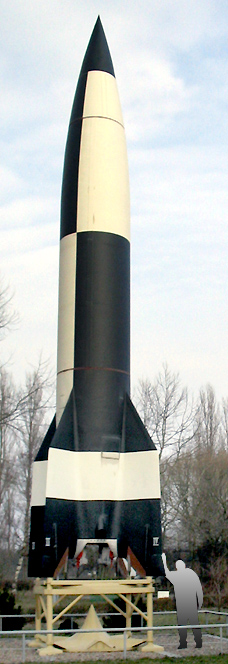
A német V-2 rakéta mai makettje

A nagyszerű tanuló 1935. augusztus 15-én elhagyta Kínát és „Boxer Rebellion” ösztöndíjjal az egyesült államokbeli Massachusetts Institute of Technology egyetemre ment, ahol mindössze egy évet kellett eltöltenie. Kármán Tódor javaslatára 1936. szeptember 1-jén a CalTech-en kezdte meg tanulmányait, később itt doktorált. A CalTech-en majdnem húsz évig maradt, végzés után mint Goddard professzor dolgozott itt, és Kármán védenceként az USA vezető elméleti szakemberévé vált a nagysebességű repülésben és a rakétatechnikában. Jelentősen hozzájárult a kaliforniai Jet Propulsion Laboratory megalapításához (1937. június 1.) és szorosan együttműködött az Aerojet Corporation-nel az első JATO és más kísérleti rakéták kifejlesztésében az USA-ban.
Mivel az Egyesült Államok Védelmi Minisztériuma kulcsfontosságú személyként tartotta nyilván a jövőbeni katonai technológia kifejlesztésében, egy csapat tudóssal együtt a „Project Lusty” program keretében még a második világháború befejezése előtt Európába utazott, hogy közvetlenül az amerikai vonalak mögött a fejlett német repülőgépekkel és rakétatechnikával kapcsolatos kulcsfontosságú dokumentumokat és személyeket keressen Németországban, és azokat az Egyesült Államokba szállítsa.
Május 5-én Kochl-ban Csien (Qian) Wernher von Braunt és a V–2 rakéta többi fejlesztőjét hallgatta ki. Von Braun elkészített Csien (Qian) számára egy jelentést „A folyékony hajtóanyagú rakéták fejlesztése és további lehetőségei Németországban” címmel, ami az USA jövőbeni űrbeli járművei fejlesztésének ütemterve lett (amelyen később többek között Wernher von Braun is dolgozott).
Rudolf Hermann feltárta, hogy Csien (Qian) szuperszonikus áramlással kapcsolatos elméletei megerősítést nyertek a német szélcsatornák mérései által, amik a háború alatt még nem léteztek az Egyesült Államokban.
A tudósok csapata ezután a Braunschweig-beli Volkenrode melletti Hermann Göring Luftfahrtforschungsanstalt-hoz (repüléskutatási intézet) utazott.  Ez az álcázott titkos létesítmény végezte a fejlett aerodinamikai munkákat a háború alatt. Von Karman itt régi ismerősökkel találkozott, akikkel Aachen-ben mint professzor töltötte a napjait. Annak ellenére, hogy a németek megpróbálták elpusztítani a legtitkosabb dokumentumokat, a csapat 3 millió oldallal, mintegy 150 tonna műszaki dokumentációval tért vissza Volkenrodéból. Ezek lefektették az alapjait a háború utáni amerikai repülőgép fejlesztésnek.
Egyetlen dokumentumot, a transzszonikus repüléshez tartozó szárnyak rajzait olyannyira fontosnak tartottak, hogy George Shairer a Boeingtől mikrofilmre vette őket, és már júliusban visszatért vele Seattle-be, az Egyesült Államokba, ahol a terv alapján készült az XB-47 kísérleti repülőgép, a későbbi B-52, és minden további Boeing gép őse.
Csien (Qian) közben már a hátranyilazott szárnyú repülőgéppel foglalkozott. Az ötletet először Alfred Busemann javasolta 1937-ben, és Hans Lippisch dolgozott rajta a háború alatt. Lippisch május 28-án mutatta be Párizsban az amerikai tudóscsapatnak a koncepciót az Me-163 faroknélküli rakétameghajtású géppel végzett munkája kapcsán, valamint a csupaszárnyas DM-1-et, ami azonban soha nem repült.
Németországból visszatérve Csien (Qian) egy 800 oldalas jelentést készített a legfontosabb kutatási eredményekről, amik a háború utáni repülőgép- és rakétafejlesztés titkos műszaki Bibliájává váltak az Egyesült Államokban.
1949-re Csien (Qian) egy személyszállító interkontinentális rakéta megvalósulási tervével állt elő, ami egy egyfokozatú, szárnyakkal ellátott rakéta lett volna 5000 km-es hatótávolsággal, a V-2 aerodinamikai alapjain továbbfejlesztve. A 22 000 kg-os rakéta 10 személyt szállít New Yorkból Los Angelesbe 45 perc alatt. Függőlegesen felszállás után 160 km magasságot ér el 60 másodperc alatt, mialatt 14 740 kph sebességre gyorsul. A leszállási hely előtt 500 km-rel 43 km magasságban visszatér a légkörbe, és hosszú siklás után 240 kph-val ér földet. Csien (Qian) ezt az elképzelést nem gyakorlati megvalósulásra szánta, hanem az addigi elméleti munkái illusztrálására.
Ugyanebben az időben Csien (Qian) szülőföldjén, Kínában kaotikus állapotok uralkodtak, ami polgárháborúhoz vezetett, ez Mao Ce-tung és a kommunizmus hatalomra jutásával ért véget. A külvilágban ekkor kezdődött a hidegháború. Sztálin felrobbantotta az atombombáját, és kiderült, hogy ennek technológiáját az amerikaiaktól a háború alatt működő szovjet kémek szerezték meg. Ennek egyik következményeként az Egyesült Államokban kezdetét vette a McCarthy-korszak.
Csien (Qian) ekkoriban személyes küzdelmet vívott önmagával a Kínához való lojalitás és az amerikai állampolgári hűség között. Egyrészt elvette Csang Kaj-sek egyik katonai tanácsadójának lányát 1947-ben, 1949-ben állampolgárságért folyamodott az Egyesült Államok hatóságaihoz, és az USA háború utáni rakétatechnológiája fejlesztésében tudományos tanácsadó tisztséget töltött be. Ő kezdte el a szigorúan titkos nukleáris rakétahajtóművek kutatását.
Másrészt megvádolták azzal, hogy kínai nacionalistáktól pénzt fogadott el, faji megkülönböztetéssel nézett szembe az USA-ban, és állandóan felmerült benne a vágy, hogy visszatérjen a szülőföldjére. Sok más kínai tudóshoz hasonlóan, akik az USA-ban éltek, leveleket kapott az otthoniaktól, akik jelezték, milyen nehézségekkel kell nekik szembenézniük, ha a külföldön élő fiuk nem tér vissza a hazájába.
Az események 1950. június 6-án csúcsosodtak ki. Csupán hetekkel azelőtt, hogy észak-koreai katonai erők behatoltak a déli katonai zónába és ezzel olyan háborút robbantottak ki, amiben az USA és Kína hadserege egymással szemben állt, Csien (Qian)t felkereste az FBI. Azzal vádolták, hogy a 30-as években a Kommunista Párt tagja volt, és visszavonták a számára kiadott biztonsági engedélyeket. Ebben az időben Csien (Qian) összes munkája titkos volt, ezért az engedélyek visszavonása azt jelentette, hogy nem tudta folytatni a megkezdett munkáit. Elhatározta, hogy visszatér Kínába, ehelyett azonban egy börtöncellában találta magát Terminal Island-en (mesterséges sziget Los Angeles közelében, a Los Angeles Harbor és Long Beach Harbor között), ahova az USA Bevándorlási Hivatala vitette. Washingtoni vezetők úgy gondolták, túl sokat tud ahhoz, hogy egy kommunista államba engedjék. Ezután öt évig gyakorlatilag házi őrizetben volt, miközben a műszaki tudása fokozatosan elavult.
1955-ben egy titkos genfi egyezmény értelmében Csien (Qian) hazaengedését a kínai állam kiemelt feltételül szabta az Amerikában fogva tartott hadifoglyok számára. Eisenhower elnök személyesen is beleegyezését adta, így Csien (Qian) több más kínai tudóssal együtt 1955 szeptemberében visszatért Kínába. Cserébe a kínaiak a koreai háborúban foglyul ejtett amerikaiakat engedtek szabadon, akiket Kínában tartottak fogva. Csien (Qian) feleségével és két kisgyermekével (mindketten született amerikai állampolgárok) tért vissza Kínába, ahonnan (indulása előtt adott nyilatkozata szerint) nem kívánt visszatérni az USA-ba.

## Kínában
A repülés és a rakétatechnika fejlesztése Kínában hosszú folyamatnak ígérkezett. Hatalmas feladat volt, hogy elérjék a szükséges műszaki színvonalat a fémkohászat, gépészet és az elektronika területén. Kezdetnek a szovjetek átadták az R-2 rakétát, ami a német V-2 továbbfejlesztett verziója volt, azonban ez sem ment zökkenők nélkül.
1956. január 5-én megalakul Pekingben a Gépészeti Intézet.
1956. február 17-én Csien (Qian) egy titkos tervezetet nyújt be az államtanácsnak egy ballisztikus rakéta kifejlesztéséről („Javaslat nemzetvédelmi repülőgépipar létrehozására”). Javaslatot tesz egy repüléstani és rakétafejlesztési intézet létrehozására.
1956. március 1-jén több száz szovjet és kínai tudós közreműködésével létrejön Kína 12-éves légügyi fejlesztési terve. A tervben nagyobb hangsúlyt kap a rakétafejlesztés a repülőgépipar kárára.
1956. május 26-án megalakul az Nemzetvédelmi Minisztérium „Ötödik Akadémiája” ballisztikus rakéták kifejlesztésére. Csien (Qian)t október 8-án nevezik ki igazgatójának. Az akadémia egy régi kórház és két szanatórium épületeit kapja meg, ahol kezdetben 100 végzett középiskolás és 100-200 végzett főiskolás dolgozik. Csien (Qian) a „Bevezetés a rakétatechnikába” tárgyat oktatja, Csuang Feng-kan (Zhuang Fenggan) a CalTech-ről pedig az aerodinamikát.
1956 júniusában megkezdődik a Csiucsüani űrközpont (Jiuquan űrközpont) építése. A kínai népi hadsereg megkezdi a felbocsátáshoz és a nyomonkövetéshez szükséges épületek felállítását. Kutakat fúrnak, fűzfákat és nyárfákat telepítenek, utakat fektetnek le.
1956. szeptember 13-án Oroszország beleegyezik, hogy 2 db R-1 rakétát adjon el Kínának.  Csien (Qian) fel van háborodva, amikor rájön, hogy a rakéták gyakorlatilag a V-2 másolatai, és fejlettebb rakétákat kér az oroszoktól.
1957. október 15. - A Szovjetunió segítséget nyújt Kínának a rakéták fejlesztésében. Aláírnak egy új védelmi műszaki egyezményt, amiben a Szovjetunió vállalja, hogy ellátja Kínát az atombomba prototípusával, és 2 db R-2 rakétával, és az ahhoz szükséges műszaki dokumentációkkal. Az egyezmény értelmében a Szovjetunió biztosítja a szükséges szakembereket, a kiképzést és az eszközöket az R-2 licencelt gyártásához (ami a német V-2 fejlettebb verziója).
1959 elején Csien (Qian) és kollégái kitűznek maguk elé egy tervet, melynek keretében 1959 végéig egy rakétát bocsátanának fel. Elhatározzák, hogy nem másolják le az immár elavult R-2 rakétát, amit a Szovjetuniótól kaptak, hanem egy középhatótávolságú rakétát hoznak létre, ami egy műhold felbocsátása során első fokozatként is tudna működni. Gyorsan kiderül, hogy a terv túlságosan nagyratörő, és gyakorlatilag megvalósíthatatlan.
1959 januárjában megérkeznek az első szakértők az orosz R-2 kínai gyártásához.
1959. június 20-án a Szovjet Központi Bizottságban visszavonják a döntést arról, hogy átadják az R-12 nukleáris rakéta terveit Kínának, annak ellenére, hogy erről korábban megállapodtak. A döntés hátterében a „Sidewinder ügy” áll. 1958 végén vagy 1959 elején Kína kezére jutott egy sértetlen amerikai Sidewinder rakéta. A kínaiak megígérték, hogy ezt átadják a szovjeteknek, azonban ez soha nem történt meg. 1959 februárjában közölték velük, hogy amennyiben nem adják át a Sidewindert, nem kapják meg az R-12 csomagot. Végül az R-12-t leszállították a szovjetek, de a tesztek során kiderült, hogy az infravörös érzékelőhöz egy kulcsfontosságú kristály hiányzik belőle. A kínaiakat rajtakapták, hogy egy P–15 Tyermit robotrepülőgépet is szétszedtek a kiképzőközpontban, aminek a korrekt összerakásához a szovjeteknek két nap kellett. Ezek miatt 1959. június 20-án az a döntés született, hogy sem az R-12-t, sem a megígért nukleáris robbanófej terveit nem adják át Kínának.
A szovjetek egy új tervezőirodát hoztak létre a Sidewinder lemásolására. A fő akadálynak az infravörös érzékelőkristály előállítása bizonyult, itt a kezdeti gyártási hiba 99% volt. Állami bizottságot állítottak fel a probléma okának feltárására, de nem jutottak eredményre. A fő probléma a bányászott érc gyenge minősége volt.
1960. augusztus 12-én felbomlott a szovjet-kínai együttműködés a rakéták fejlesztése terén. Az ezt megelőző hónapokban nőtt a feszültség a szovjet tanácsadók és a kínai mérnökök között, a növekvő szovjet titkolózás miatt. A szovjetek a Moszkvai Repülési Intézetben kínai hallgatókat kaptak rajta, amint titkos rakétaadatokat próbáltak ellopni. Végül Nyikita Hruscsov bejelentette a katonai közreműködés felfüggesztését Kína számára. Mind az 1343 szovjet specialistát kivonták a pekingi Ötödik Akadémiáról, akik 343 befejezetlen szerződést hagytak hátra. Összesen 257 műszaki fejlesztési projektet töröltek. 1960. augusztus 23-án az utolsó szovjet műszaki tanácsadót is kivonták Kínából.
1960. október 20-án megkezdődnek a DF-1 rakéta fellövésének előkészületei. Csien (Qian) Csiucsüan (Jiuquan)ba utazik, hogy személyesen felügyelje az első kínai építésű R-2 felbocsátási műveleteit.
1960. november 14-én megkezdődik a DF-3 interkontinentális ballisztikus rakéta fejlesztése. Csien (Qian) saját magát nevezi ki a DF-3 projekt élére. Óriási előrelépés a 10 000 km-es hatótávolság elérésére képes folyékony oxigén/kerozin hajtóanyag-meghajtású rakéta. A cél azonban túl nagynak bizonyul, a programot törlik. Csien (Qian)nek ez az utolsó, rakétákkal összefüggő projektje, amit engedélyeztek számára.
Kínában eközben több nagy változás is végbemegy, ebben az időszakban kezdődött a kínai Kulturális forradalom, a hosszú menetelés, és Csien (Qian) támogatója, Lin Piao háttérbe szorult - mindez késleltette a továbbhaladást.
Mindezek ellenére azonban 1960-ban Csien felbocsátotta az első kínai építésű R-2 rakétát.
1968-ban megalapította az Űrrepülési Orvosi Kutatóközpontot, hogy előkészítse az emberes repüléseket. 1970-re felbocsátották Kína első műholdját, ami a Csien (Qian) által tervezett DF-2 rakétát használta. 1972-ben repült először a nagy, kétfokozatú FB-1 és CZ-2 rakéta, amik Kína interkontinentális ballisztikus rakétáinak alapjai voltak, az összes, későbbi kínai űrhajó hordozó járművei. Az FSW fényképező, felderítő műhold felbocsátása 1974-ben történt, ez már újrafelhasználható visszatérő kabinnal rendelkezett, ami már majdnem elég nagy volt ahhoz, hogy egy űrhajóst is befogadjon.
Csien (Qian) az 1970-es évek végén egy emberes, szárnyakkal ellátott űrhajó tervével állt elő, amit CZ-2 rakéta hajtott meg, két hozzáerősített segédrakétával. Ez annyira hasonlított a 15 évvel korábban az USA-ban törölt Dynasoar megjelenésére, hogy az amerikai hírszerzés elemzői azt feltételezték, hogy annak a titkosítás alól feloldott tervein alapult.
Az emberes űrrepülés programjának első nyilvános bejelentése 1978 februárjában történt. Novemberben a Kínai Űrügynökség irányítója, Zsen Hszin-min (Ren Xinmin) megerősítette, hogy Kína az emberes űrrepülésen, és egy Skylab típusú űrállomás létrehozásán dolgozik.
1980 januárjában a kínai hírügynökség kínai űrhajósok kiképzéséről adott hírt a kínai űrhajós kiképzőközpontban. Olyan fényképeket közöltek, amik nyomáskamrában zajló tréning közben készültek. Más résztvevők űrsikló-szerű jármű vezérlőpultjánál tevékenykedtek.
Olyan hajókat építettek, amik alkalmasak voltak tengerre érkező, embereket szállító űrhajó kabinjának kiemelésére. A hajókat 1980 májusában próbálták ki először, amikor egy szuborbitális repülés utáni kabint emeltek ki a Csendes-óceán déli részén.
1980 decemberében váratlan hír volt, amikor Vang Csuan-san (Wang Zhuanshan), az Új Kína Űrkutatási Társaság főtitkára és a Kínai Tudományos Akadémia Űrközpontjának főmérnöke bejelentette, hogy a kínai emberes űrrepüléseket elhalasztották annak költségei miatt. Akkoriban az alapvető gazdasági fejlődést helyezték előtérbe.
Csien (Qian) számára ez az utolsó kísérlet volt az emberes űrhajózás programjában. A változó kínai hatalmi viszonyok közepette mindig sikerült a kutatásai számára támogatást szereznie. Elkötelezett kommunista volt, akinek a mezőgazdaságra vonatkozó műszaki tanácsai következtében több millióan haltak éhen a Nagy Ugrás idején, 1958-ban. Hat alkalommal találkozott Maóval, és 1964-ben személyes tanítója volt. Túlélte az 1968-as Kulturális Forradalmat és támogatta az 1989-es Tienanmen téri mészárlást. Aktív karrierje akkor ért véget, amikor megkapta a kínai állam legmagasabb kitüntetését, a „Állami tudós kiemelkedő hozzájárulása” címet 1991 októberében.
Egy új, emberes űrprogramot fogadtak el 1992-ben, amit olyan vezetők és mérnökök vezettek, akiket Oroszországban képeztek ki az 1950-es évek végén.
Csien Hszüe-szen (Qian Xuesen), „a kínai rakétaprogram atyja” élete végéig nyugalomban és elvonultan élt egy állami csúcsvezetők számára kialakított, őrzött lakóparkban, Pekingben.

## Tudományos munkái
- Tsien HS Two-dimensional subsonic flow of compressible fluids // Aeronaut. Sci. 1939
- Von Karman T, Tsien HS. The buckling of thin cylindrical shells under axial compression. J Aeronaut Sci 1941
- Tsien, HS 1943 Symmetrical Joukowsky Airfoils in shear flow. Q. Appl. Math.
- Tsien, HS, "On the Design of the Contraction Cone for a Wind Tunnel," J. Aeronaut. Sci., 10, 68-70, 1943
- Von Karman, T. and Tsien, HS, "Lifting- line Theory for a Wing in Nonuniform Flow," Quarterly of Applied Mathematics, Vol. 3, 1945
- Tsien, HS: Similarity laws of hypersonic flows. J. Math. Phys. 25, 247-251, (1946).
- Tsien, HS 1952 The transfer functions of rocket nozzles. J. Am. Rocket Soc
- Tsien, HS, "Rockets and Other Thermal Jets Using Nuclear Energy", The Science and Engineering of Nuclear Power, Addison-Wesley Vol.11, 1949
- Tsien, HS, “Take-Off from Satellite Orbit,” Journal of the American. Rocket Society, Vol. 23, No. 4, 1953
- Tsien, HS 1956 The Poincaré-Lighthill-Kuo Method, Advances in Appl. Mech.
- Tsien, HS, 1958, "The equations of gas dynamics."
- Tsien, HS, "Rockets and Other Thermal Jets using Nuclear Energy", The Science and Engineering of Nuclear Power, Addison-Wesley